# Cousinia niveocoronata
Cousinia niveocoronata là một loài thực vật có hoa trong họ Cúc. Loài này được C.Jeffrey ex Grey-Wilson mô tả khoa học đầu tiên năm 1974.